# Fridão
Fridão é uma povoação portuguesa sede da Freguesia de Fridão do Município de Amarante, freguesia com 7,87 km² de área e 664 habitantes (censo de 2021), tendo, por isso, uma densidade populacional de 84,4 hab./km².

## Demografia
A população registada nos censos foi:
| Distribuição da População por Grupos Etários | Distribuição da População por Grupos Etários | Distribuição da População por Grupos Etários | Distribuição da População por Grupos Etários | Distribuição da População por Grupos Etários |
| -------------------------------------------- | -------------------------------------------- | -------------------------------------------- | -------------------------------------------- | -------------------------------------------- |
| Ano                                          | 0-14 Anos                                    | 15-24 Anos                                   | 25-64 Anos                                   | > 65 Anos                                    |
| 2001                                         | 173                                          | 146                                          | 412                                          | 114                                          |
| 2011                                         | 125                                          | 115                                          | 494                                          | 129                                          |
| 2021                                         | 62                                           | 73                                           | 363                                          | 166                                          |